# Законодавство України

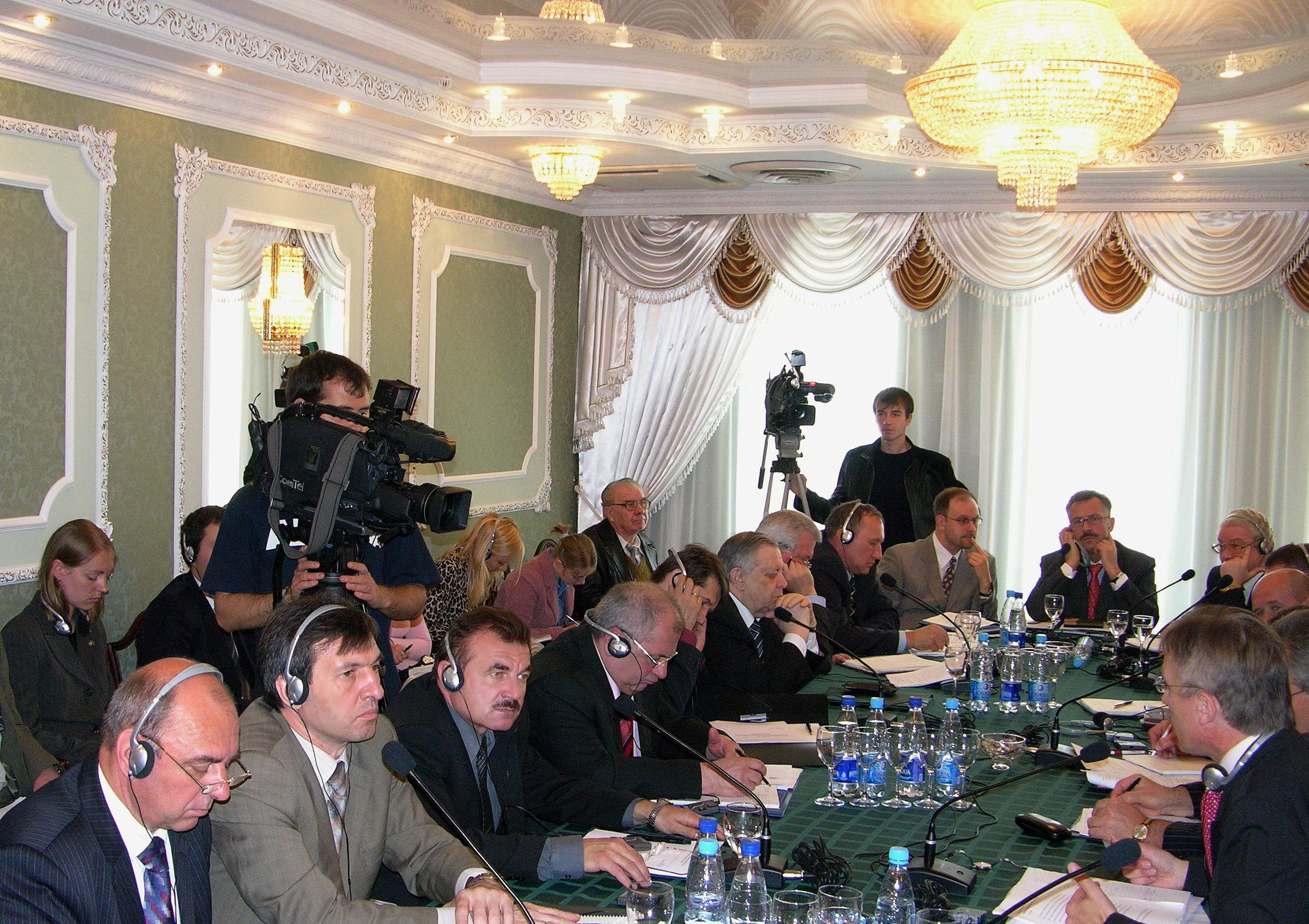
Слово за верховенство права. Обговорення законопроекту.

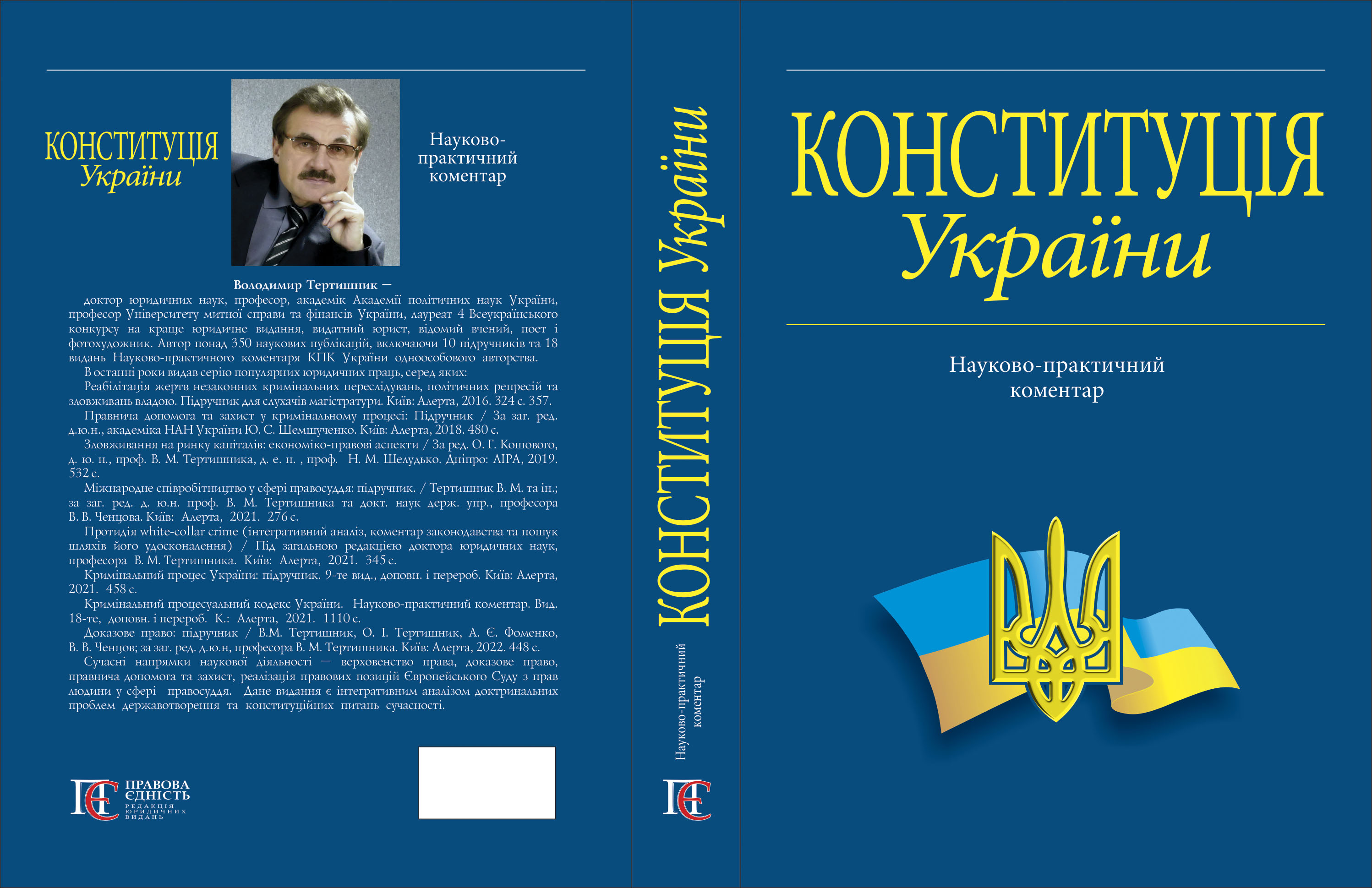
Конституція України 2023

Законодавство України — це інтегративна та упорядкована система законодавчих актів, що регулюють суспільні відносини.
Закон — це нормативно-правовий акт, прийнятий Верховною Радою України або на всеукраїнському референдумі, в установленому Конституцією України та Законом України «Про правотворчу діяльність» правовому порядку, що регулює найбільш важливі суспільні відносини в державі.
Основним законотворчим органом в Україні є Верховна Рада України. Разом з тим законодавчі норми можуть прийматись і шляхом референдуму.
Першоджерелом законодавчих та інших правових норм і норм найвищої юридичної сили є Конституція держави.
Конституція — Основний Закон держави, який має найвищу юридичну та загальнообов'язкову силу, визначає державний устрій та основні засади системи права і правовідносин у державі, виконує засновуючу  (виступає засобом реалізації суспільного договору), законодавчу, ідеологічну, політичну, управлінську, стабілізуючу та обмежувальну функції, важливий дороговказ для суспільства, показник моральних орієнтирів та стратегічних цілей.
Згідно зі ст. 8 Конституції України в Україні діє принцип верховенства права, норми Конституції України є нормами найвищої юридичної сили та прямої дії. Згідно зі ст. 22 Конституції України при прийнятті нових законів або внесення змін до чинного законодавства не допускається звуження змісту та обсягу існуючих прав і свобод людини.
Законом України від 24.08.2023 «Про правотворчу діяльність» закріплена юридична сила та ієрархія нормативно-правових актів:
1) Конституція України в системі нормативно-правових актів України має найвищу юридичну силу і є обов'язковою до виконання на території України;
2) чинні міжнародні договори України, згода на обов'язковість яких надана Верховною Радою України, укладаються відповідно до Конституції України та мають на території України вищу юридичну силу, ніж інші нормативно-правові акти, і є обов'язковими до виконання на території України;
3) Закони України приймаються на основі Конституції України, чинних міжнародних договорів України, згода на обов'язковість яких надана Верховною Радою України, мають на території України вищу юридичну силу, ніж підзаконні нормативно-правові акти, і є обов'язковими до виконання на території України.
Колізії законодавчих норм — розбіжності змісту (зіткнення) двох або більше формально чинних норм права, прийнятих з одного й того ж питання. В законодавчій та правозастосовній практиці важливе значення має виважене розв'язання колізії, тобто визначення норми, яка повинна бути застосована до конкретних правовідносин.
При розв'язанні колізій та прогалин в законодавстві набуває важливого значення прецедентна практика ЄСПЛ. Законом України «Про виконання рішень та застосування практики Європейського суду з прав людини» від 23 лютого 2006 року визначені фундаментальні для правової системи України положення: суди мають застосовувати при розгляді справ практику Європейського суду з прав людини  як джерело права (ст. 17); законодавчий орган держави (орган представництва) має здійснювати експертизу та перевірку чинних законів і підзаконних актів на відповідність Конвенції та практиці Європейського суду з прав людини (ст. 19).
Основним способом систематизації законодавства є кодифікація — зведенні воєдино нормативно-правових актів, що регулюють певну галузь суспільних відносин, шляхом перероблення та узгодження їх змісту, упорядкування юридичних норм у процесі правотворчої діяльності, видання на цій основі єдиного, юридично й логічно цілісного кодифікованого акта (кодексу, статуту, закону).
Законність — принцип правовідносин у державі, основою якого є положення  ст. 19 Конституції України  про те, що правовий порядок в Україні ґрунтується на засадах, відповідно до яких ніхто не може бути примушений робити те, що не передбачено законодавством; органи державної влади та органи місцевого самоврядування, їх посадові особи зобов'язані діяти лише на підставі, в межах повноважень та у спосіб, що передбачені Конституцією та законами України.

## Галузі
Українське законодавство структурується відповідно до предмету регулювання та поділяється на окремі галузі права.

### Конституційне право
Конституційне право — провідна галузь права, що становить собою інтегративну систему правових норм найвищої юридичної сили, які визначають доктринальну модель державотворення та взаємовідносин людини, держави та громадського суспільства, формулюють засади політичної організації суспільства, механізми забезпечення державного суверенітету та здійснення зовнішньої політика, розподілу та гармонізації публічних гілок влади, розвитку правовладдя, закріплюють основні права і свободи людини та гарантії їх забезпечення. Конституційне право, закріплюючи норми найвищої юридичної сили та стаючи серцевиною правового поля держави, формуючи цілісну систему принципів права та правотворчого процесу, стає правничим фундаментом для галузевого права і правотворчого процесу, доктринальною основою  його розвитку, систематизації й гармонізації.
До основних конституційних цілей відносяться (1) обмеження свавілля влади на засадах поваги приватної автономії та (2) гарантії прав людини і основоположних свобод. Виражаючи правові засади політичної єдності, взаємозв'язку інститутів громадянського суспільства та публічної влади, конституційний лад визначає основні параметри особистої свободи індивіда та раціональні засади організації публічної влади. Така система правління визначає гарантії прав людини і основоположних свобод та організації публічної влади на засадах її поділу та обмеження свавільного застосування закону.
Норми Конституції України мають забов'язальний, заборонний та дозвільний характер. Лише Конституційному Суду України дозволено визначати конституційність законів, створених законодавчою владою.
Конституційний процес в Україні на даному етапі еволюції держави не здійснено належним чином. Створилася суспільно-політична ситуація, коли партії, що мають вагому ідеологічно, громадянсько та соціально орієнтовану складову, є малопотужними в фінансовому плані, а фінансово потужні партії представляють та лобіюють інтереси суто власників партійної каси. На низьку якість установчого конституційного процесу вплинула кон'юнктура, цілі боротьби між владно-політичними групами, відсутність суспільно значущої мотивації. Це стосується як 1996 року, так і 2004 року. Однією з вагомих цілей і першого, і другого етапу конституційного процесу було проголошено побудову соціальної держави, а на практиці збудовано олігархізовану. Наслідком внесених до Конституції змін є порушення балансу розподілення влади.
Докладніше: Конституційне право України

### Міжнародне право
Міжнародне право — комплекс принципів, норм і стандартів, що розробляються для регулювання міжнародних відносин з метою досягнення індивідуальних та/або спільних інтересів учасників цих відносин. Ядром сучасного міжнародного права є основні принципи міжнародного права, закріплені в Декларації про принципи міжнародного права, що стосуються дружніх відносин та співробітництва між державами відповідно до Статуту ООН від 24 жовтня 1970 р. та Заключному акті Наради з безпеки та співробітництва в Європі від 1 серпня 1975 р.
Складовою міжнародного права є стандарти прав людини — договори, до яких відносяться Загальна декларація прав людини (1948), Міжнародний пакт про громадянські та політичні права (1966), Міжнародний пакт про економічні, соціальні та культурні права (1966), Факультативний протокол до Міжнародного пакту про громадянські і політичні права (1966) та Другий факультативний протокол, що стосується скасування смертної кари (1989), Конвенція про захист прав людини і основоположних свобод (зі змінами та доповненнями, внесеними Протоколом № 11 від 11 травня 1994 р., Протоколом № 14 від 13 травня 2004 р.). Стаття 6 Конвенції  про захист  прав людини і основоположних свобод має назву «Право на справедливий суд» і включає низку фундаментальних положень, які повністю чи частково увійшли в тексти конституцій та інших законів європейських держав, застосовуються та набувають розвитку в рішеннях ЄСПЛ.
У вересні 2005 року було прийнято Закон України про міжнародне приватне право. Складовою частиною міжнародного права є міжнародне гуманітарне право.

Відповідно до ст. 9 Конституції України чинні міжнародні договори, згода на обов'язковість яких надана Верховною Радою України, є частиною національного законодавства України. Міжнародні договори застосовуються, якщо вони не суперечать Конституції України. 
Цивільне право
Цивільне право — система правових норм, що регулюють майнові та речові відносини, що виникають у зв'язку з володінням, користуванням, розпорядженням майном, а також захист особистих немайнових прав і відносини (здоров'я, життя; честі, гідності та ділової репутації; ім'я, інтелектуальної власності, авторства на твори літератури, науки, мистецтва), свободи літературної, художньої, наукової і технічної творчості та також інших блага, які охороняються цивільним законодавством, а також забезпечення договірних зобов'язань та підстави і порядок відшкодування майнової та компенсації моральної шкоди.

Основним джерелом законодавчих норм українського цивільного права є Цивільний кодекс України. Засадами цивільного законодавства нарівні з загальноправовими засадами відповідно до ст. 3 ЦК України є: неприпустимість свавільного втручання у сферу особистого життя людини;  неприпустимість позбавлення права власності, крім випадків, встановлених Конституцією України та законом; свобода договору; свобода підприємницької діяльності, яка не заборонена законом;  судовий захист цивільного права та інтересу; справедливість, добросовісність та розумність. Кодекс формує інститут цивільних договорів (договірне право), вводить нові типи бізнес-контрактів до юридичної практики, включно з факторингом, франчайзингом, лізингом, орендою послуг і договори про успадкування, а також особливості правового режиму цифрових речей — благ, що створюється та існує виключно у цифровому середовищі та має майнову цінність (віртуальні активи, цифровий контент). 
Цивільне процесуальне право — ссистема правових норм, що регулюють порядок здійснення правосуддя в в цивільних справах.
Завданням цивільного судочинства є справедливий, неупереджений та своєчасний розгляд і вирішення цивільних справ з метою ефективного захисту порушених, невизнаних або оспорюваних прав, свобод чи інтересів фізичних осіб, прав та інтересів юридичних осіб, інтересів держави.
Основним джерелом цивільно-процесуальних законодавчих норм, наряду з Конституцєю України є Цивільний процесуальний кодекс України, який містить систему норм, що визначають завдання і принципи цивільного процесу, статус учасників цивільно-процесуальних правовідносин, юрисдикцію та повноваження загальних судів щодо цивільних спорів, встановлює порядок та процесуальну форму здійснення цивільного судочинства. До позитивних надбань цивільно-процесуального законодавства України є те, що ЦПК України, в контексті розвитку демократичних стандартів правосуддя, передбачає такі принципи цивільно-процесуального права як принцип пропорційності та неприпустимість зловживання процесуальними правами.
Докладніше: Цивільне процесуальне право

### Кримінальне право
Кримінальне право — це система законодавчих норм, що визначають, які суспільно небезпечні діяння є злочинами чи кримінальними проступками та які види і межі покарання застосовуються до осіб, що їх вчинили. Джерелом кримінального права є Конституція України, Кримінальний кодекс України, закони про внесення змін і доповнень до кримінального кодексу України.
Важливе значення для розвитку кримінального законодавства має сформований М. Й. Коржанським принцип «економії кримінальної репресії», під яким він розуміє «практичне визначення оптимальної, найбільш відповідної рівню економічного та культурного розвитку суспільства, межі, що відокремлює злочин від незлочинного, межі між криміналізацією та декриміналізацією злочинів»… Кримінальний закон, слушно зазначає він, — «це стратегічна зброя держави і застосовувати  її треба лише у випадку крайньої необхідності, коли інші засоби правової регламентації чи захисту недостатні, малоефективні». Кримінально карними мають залишитись лише діяння, визначені як злочини, а так звані «інші кримінальні правопорушення» частково декриміналізовані і переведені в статус адміністративно карних проступків. Разом з тим, має посилюватись відповідальність за корупційні діяння та злочини проти економічної безпеки держави.

В перспективі у відповідних нормах КК України, де змінами закону що набрали чинність в 2024 році передбачений пробаційний нагляд, варто закріпити більш релевантну міру покарання — «суспільно-корисні роботи». Відповідно на органи пробаційного нагляду логічно буде покласти забезпечення виконання такої форми відповідальності з користю для суспільства. За такого підходу і покарані будуть здійснювати корисну роботу та проходити процедури соціалізації, і наглядачі недарма зарплату отримувати.
Кримінально-процесуальне право — система правових норм, що встановлюють типову модель та визначають процесуальну форму діяльності досудового  слідства, прокуратури та суду зі встановлення об'єктивної істини та вирішення інших завдань судочинства, розгляду та розв'язання кримінальних справ, здійснення правосуддя, створюють необхідні юридичні гарантії встановлення істини та захисту прав і свобод людини.
Кримінально-процесуальне право, закладаючи модель кримінально-процесуальної діяльності, має безпосередній вплив на ефективність судочинства, стає, по суті, алгеброю правосуддя. Проте правова реформа в Україні розпочалась і досі здійснюється без виваженої доктрини та концептуальної моделі, залишаючи на розсуд слідчого, прокурора, детектива, адвоката й судді безліч правових колізій, юридичних фікцій, логічних і лінгвістичних хиб у викладенні окремих законодавчих приписів.
Докладніше: Кримінально-процесуальне право

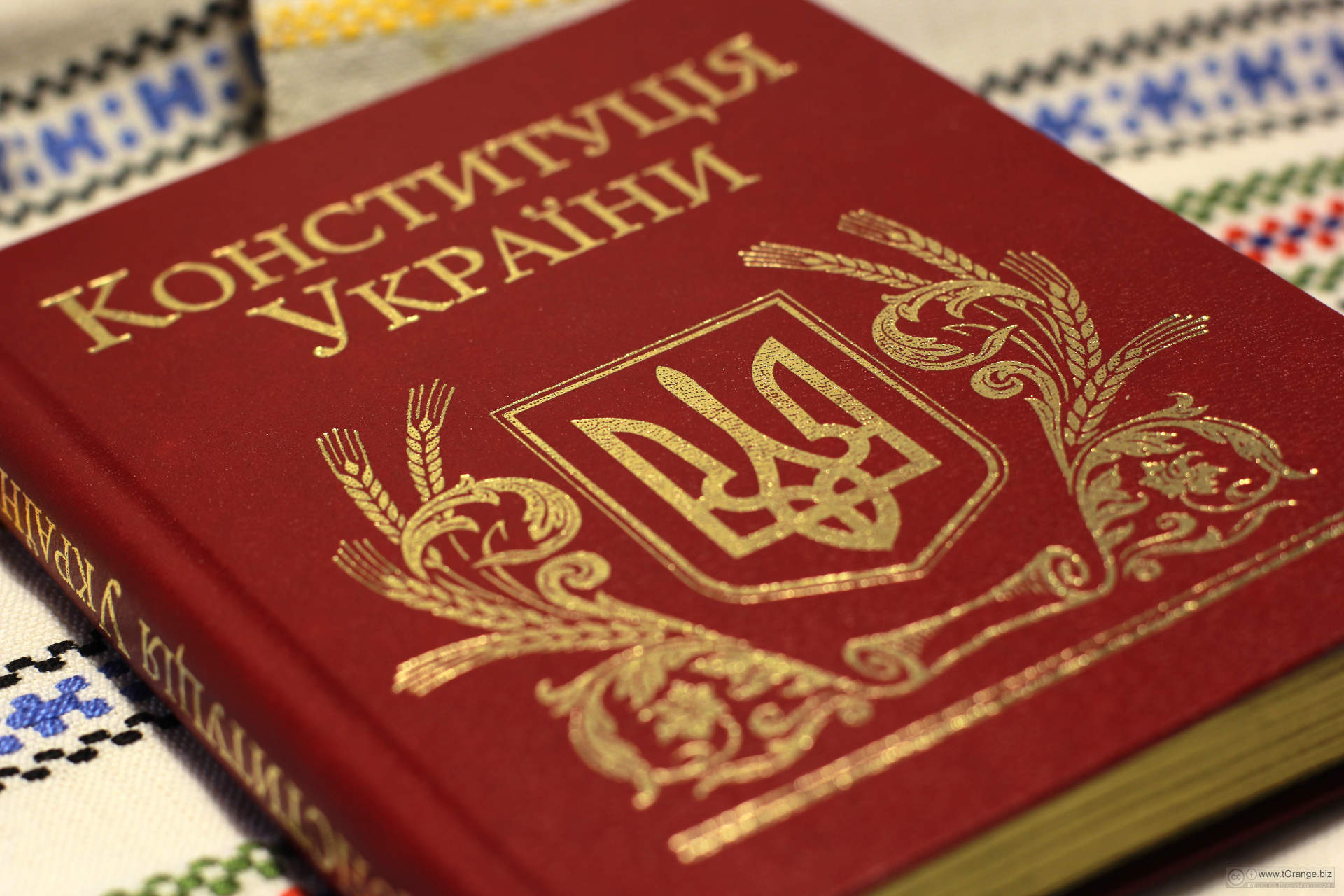
Конституція України

### Адміністративне право і процес
Адміністративне право — галузь права, що регулює функціювання різних рівнів українського уряду, включно з процесом оскарження людьми й юридичними особами рішень уряду. Цей кодекс називається Адміністративним кодексом України.

Процесуальні адміністративно-правові норми, які викладені переважно в Кодексі адміністративного судочинства України, регламентують суспільні відносини, що виникають у процесі захисту порушеного права у сфері державного управління та діяльності органів виконавчої влади, визначають порядок і процедуру здійснення адміністративного судочинства.

### Інші галузі права
Земельне право — система правових норм, які регулюють правовідносини, пов'язані з володінням, користуванням і розпоряджанням землею. Джерелами закаонодавчих норм в галузі земельного права в Україні є Земельний кодекс України, Закони України «Про охорону земель», «Про оренду землі», «Про землеустрій» тощо.
Докладніше: Земельне право
Екологічне право — інтегративна природничо-правова наука, яка, синтезуючи здобутки біології, ботаніки, агрономії, хімії, медицини, геології, експертології та інших наук, розкриває складні процеси взаємодії природи і людства, їх вплив на стан довкілля та здоров'я людини, формує стратегію та правову політику  пріоритетності екологічної безпеки суспільства, напрями екологізації матеріального виробництва, механізми захисту екологічних прав людини, а в системі права утворює окрему галузь права, предметом якої є регуляція суспільних відносин у сфері екологічної безпеки та охорони навколишнього природного середовища
Екологічне право об'єднує правові норми, які регулюють відносини у сфері збереження, охорони та відновлення природи. Законодавчі норми цієї галузі визначають порядок проведення контролю за дотриманням нормативів якості навколишнього природного середовища, передбачають відповідальність за порушення екологічного законодавства. В Україні джерелами екологічного права є Земельний, Лісовий, Водний кодекси, Кодекс України про надра, Закони України «Про охорону навколишнього природного середовища», «Про тваринний світ», «Про природний заповідний фонд», «Гірничий закон України», «Про рослинний світ», «Про бджільництво», «Про оцінку впливу на довкілля». Основні засади (стратегія) державної екологічної політики України на період до 2030 року, затверджені Законом України від 28 лютого 2019 року № 2697-VIII.
В Україні працює єдина екологічна платформа «ЕкоСистема» — загальнодержавна екологічна автоматизована інформаційно-аналітична система забезпечення доступу до екологічної інформації та її мережа, що забезпечує створення, збирання, одержання, зберігання, використання, поширення, охорону, захист інформації, а також електронну взаємодію між фізичними та юридичними особами у сфері охорони навколишнього природного середовища.
Кримінальний кодекс України передбачає цілу низку норм, що опосередковано спрямовані на захист природного середовища від злочинних посягань, зокрема, від таких, які передбачені ст. 113, 258, 264, 265; ч. 2 ст. 266; ст. ст. 267, 268; ч. 2 ст. 269, ч. 2 ст. 270, ст. 271, ст. 272, ст. 273; ст. ст. 274—277; ч. 3 ст. 278; ст. 279; ч. 3 ст. 280; ст. ст. 281, 283, 291; ч. 3 ст. 292; ст. ст. 326, 327 КК України.
Докладніше: Екологічне право
Трудове право — сукупність правових норм, які регулюють правовідносини між наймодавцем і працівником: організація праці, робочий час і час відпочинку, вид та розмір заробітної плати, умови виникнення, зміни та припинення трудових відносин тощо. Суб'єктами права є працівники з одного боку та організації, підприємства — з іншого, а також профспілки. В Україні джерелом трудового права є Кодекс законів про працю України.
Докладніше: Трудове право
Сімейне право — це система правових норм, спрямованих на врегулювання особистих немайнових та майнових відносин між: подружжям, батьками та дітьми, усиновлювачами та усиновленими, опікунами, піклувальниками та підопічними, патронатними вихователями та їх вихованцями та інших сімейних відносин між членами сім'ї та родичами.
Докладніше: Сімейне право
Житлове право — система правових норм, предметом якої є регламентування питань реалізації права  людини на житло, його придбання у власність, користування чи оренду, а також  збереження, експлуатації, ремонту та охорони житлового фонду, житлового будівництва та розгляду житлових спорів. Завданнями житлового законодавства України є регулювання житлових відносин з метою забезпечення гарантованого Конституцією України права громадян на житло, належного використання і схоронності житлового фонду, а також зміцнення законності в галузі житлових відносин.
Основу житлового права складають: Конституція України; Житловий кодекс України; Закон України «Про приватизацію державного житлового фонду» та інші закони; Укази Президента України, міжнародні та інші правові акти.
Докладніше: Житлове право України
Інформаційне право — система правових норм, якими регулюються суспільні відносини, що виникають у процесі здобуття, накопичення, обробки, використання, поширення, зберігання, управління  та захисту інформації, забезпечення інформаційної безпеки та кібербезпеки.
Предмет інформаційного права можна визначити як суспільні відносини, що виникають з приводу встановлення режимів та форм обігу інформації, реалізації інформаційних прав і правового статусу суб'єктів інформаційних процесів і формування їх правомірної поведінки і зв'язків. Отже, можна характеризувати інформаційне право як виокремлену групу правових норм, якими регулюються суспільні відносини, що виникають з приводу встановлення режимів та параметрів суспільного обігу інформації, правового статусу, поведінки та зв'язків суб'єктів інформаційних процесів.
В сучасному інформаційному суспільстві інформаційне право отримує інтенсивний розвиток. Основним нормативно-правовим актом, що регулює питання інформаційних відносин в Україні, є Закон України «Про інформацію», у якому зазначено, що інформація — це документовані або публічно оголошені відомості про події та явища, що відбуваються у суспільстві, державі та навколишньому природному середовищі.
Докладніше: Інформаційне право
Господа́рське (економічне) право — це галузь права, норми якої регулюють відносини, що виникають у процесі організації та здійснення господарської діяльності, пов'язаної із виготовленням та реалізацією продукції, виконанням робіт та наданням послуг для задоволення суспільних потреб та потреб окремих споживачів. Нормативною основою господарського права виступає господарське законодавство.
Докладніше: Господарське право
Господарсько-процесуальне право — система правових норм, що визначають компетенцію та встановлюють типову модель і процесуальну форму діяльності господарських судів, встановлює порядок здійснення судочинства у господарських справах. Господарсько-процесуальне право складається з відповідних положень Конституції України, Господарсько процесуального кодексу України, Закону України «Про міжнародне приватне право», Закону України «Про відновлення платоспроможності боржника або визнання його банкрутом», інших законів України та прецедентної судової практики.
Докладніше: Господарське процесуальне право
Митне право — галузь права, яка регулює суспільні відносини в сфері переміщення товарів, ручного вантажу, багажу і транспортних засобів
через митний кордон держави, завданням якого є нормативне забезпечення митної політики та митної справи держави, захист вітчизняного виробника та вітчизняного ринку, встановлення відповідальності за порушення митних правил і порядку її застосування.
Митне законодавство встановлює правила здійснення митних платежів, процедур митного та пост-митного контролю і аудиту. Джерелами митного права в Україні є Конституція України, Митний кодекс України та закони і підзаконні акти в галузі митної справи.
Докладніше: Митне право
Податкове право — система законодавчих норм, яка регулює правовідносини в сфері встановлення та справляння податків та зборів, а також відносини, що виникають в процесі здійснення податкового контролю, оскарження актів податкових органів, дій (бездіяльності) їх посадових осіб, притягнення до відповідальності за податкові правопорушення.
Докладніше: Податкове право
Фінансове право — сукупність правових норм, які регулюють суспільні відносини, що виникають під час виконання державою дій, які пов'язані з формуванням і виконанням бюджету, грошовим обігом, податками тощо. Суб'єктами цих відносин є органи держави, а також фізичні та юридичні особи.
Докладніше: Фінансове право
Банківське право — це система правових норм, що регулюють порядок організації та діяльності банків України, їх взаємовідносини з клієнтами (юридичними та фізичними особами), що обслуговуються банками, а також порядок здійснення банківських операцій. Норми банківського права: — чітко визначають юридичні права і обов'язки учасників; закріплюють правове положення суб'єктів банківських правовідносин; передбачають певні варіанти їх поведінки; жорстко закріплюють вимоги держави у сфері банківської діяльності — встановлюється відповідальність за невиконання приписів держави; регулюють організацію і функціонування банківської системи, основу якої складають грошово-кредитні відносини, об'єктом яких є гроші та грошові зобов'язання.
Нормами банківського права  регулюються також відносини, що виникають в сфері захисту законних інтересів вкладників та інших клієнтів банків, сталого розвитку і стабільності банківської системи, а також створення сприятливих умов для розвитку економіки України і належного конкурентного середовища на фінансовому ринку.
Докладніше: Банківське право
Муніципальне право — комплексна галузь публічного права України, яка представляє собою систему законодавчих та інших правових норм визначаючих статус, принципи та порядок діяльності  органів місцевого  самоврядування (сільські, селищні, міські ради та їх виконавчі органи), а також їх взаємодію з жителями територіальної громади та органами державної влади.
Місцеве самоврядування в Україні — це одна із форм реалізації народовладдя в державі, яка представляє реалізацію гарантованого державою права та реальну здатність територіальної громади — жителів села чи добровільного об'єднання у сільську громаду жителів кількох сіл, селища, міста –  як самостійно так і через сільські, селищні, міські ради та їх виконавчі органи та у взаємодії з обласними радами та державними органами і установами, колегіально вирішувати питання місцевого значення в межах Конституції і законів України.
У суспільстві та державі склалася стійка та стабільна система суспільних відносин, пов'язаних із здійсненням місцевого самоврядування, насамперед, організацією та функціонуванням муніципальної влади, а також реалізацією та захистом муніципальних прав людини. Ці відносини, власне кажучи, й утворюють предмет відповідної самостійної галузі українського права — муніципального права.  Муніципальне право є явищем динамічним, мобільним, яке швидко розвивається, вдосконалюється під впливом об'єктивних та суб'єктивних чинників, зовнішніх і внутрішніх процесів, які відбуваються у сучасних державах. Реальне місцеве самоврядування та самоорганізація територіальних громад — це конкретний крок у напрямі подальшої лібералізації управління на місцях, пов'язаний з вирішенням проблем формування громадянського суспільства та соціальної, правової, демократичної держави, посиленням захисту прав людини, їх практичною реалізацією.
Правовою основою муніципального права є Конституція України (розділ 9, ст. 140—146), закон України «Про місцеве самоврядування в Україні» та інші нормативні акти. Динамічний розвиток муніципального законодавства обумовлює актуальність дослідження проблем його удосконалення та систематизації.
В аспекті подальшого розвитку муніципального законодавства слушною є пропозиція систематизації законодавчих актів  та прийняття Кодексу законів про місцеве  самоврядування в Україні (іншими словами, Муніципального кодексу України.
Докладніше: Муніципальне право
Медичне право — інтегративна система правових норм, якими регламентується застосування медичних, профілактичних, оздоровчих та інших фахових заходів, спрямованих на збереження життя, підтримання та зміцнення здоров'я і працездатності, оптимальної фізіологічної форми та інтелектуальної, творчої й соціальної активності людини в сучасних умовах інтенсифікації її життєдіяльності.
Докладніше: Медичне право
Набувають становлення кодифіковані системи: аграрне право, природоресурсне право, енергетичне право, лісове право, виборче та референдне право, право інтелектуальної власності (авторське право, патентне право тощо), бюджетне право, антимонопольне право, інвестиційне право, нотаріальне право, , спадкове право, право соціального забезпечення, доказове право, комерційне право, медійне право (мас-медійне право), ІТ-право, освітнє право, наукове право, військове право, поліцейське право, міграційне право, кримінально-виконавче право, космічне право тощо. Наразі потребують узагальнення, систематизації та додаткової кодифікації законодавчі та інші правові норми в сфері освітнього права, аграрного права, енегретичного та природоресурсного права. Потребують уніфакації та кодифікації також норми медичного права та фармацевтичного законодавства.

## Законодавчі акти
Конституція України є законом найвищої юридичної сили в Україні. Закони й інше законодавство повинні прийматися на її основі та відповідати їй. За приписами ст. 92 Конституції України винятково законами України визначаються: права і свободи людини і громадянина, гарантії цих прав і свобод; основні обов'язки громадянина, засади використання природних ресурсів, судочинство, організація і діяльність органів досудового розслідування та інші найбільш важливі питання життя людини та розвитку держави і суспільства.
Українська правова система відрізняється системною кодифікацією законодавчих актів в основних сферах національного законодавства.
На основі Конституції України в Українській державі Закони приймається у формі:
1) кодексу України;
2) закону України (первинний закон);
3) закону України про внесення змін до кодексу, первинного закону (закон про внесення змін);
4) закону України про надання згоди Верховною Радою України на обов'язковість або денонсацію міжнародного договору України (закон про міжнародний договір);
5) закону України про затвердження (закон про затвердження): а) Регламенту Верховної Ради України;
б) Державного бюджету України;
в) інших правових актів Верховної Ради України або норм права у визначених Конституцією України та (або) законом випадках (ст. 10 Закону України «Про правотворчу діяльність»).
В українському законодавстві найбільш кодифікованою системою правових норм є кодекси — інтегративного характеру закон, який створений шляхом систематизації норм права, містить загальні засади, на підставі яких комплексно регулює однорідну сферу суспільних відносин, забезпечуючи стабільність правового регулювання. До найбільш системних правових актів (кодексів) належать:
- Цивільний кодекс України
- Цивільний процесуальний кодекс України
- Кодекс законів про працю України
- Житловий Кодекс України
- Сімейний кодекс України
- Господарський процесуальний кодекс України
- Земельний кодекс України
- Лісовий кодекс України
- Кодекс України про надра
- Водний кодекс України
- Повітряний кодекс України
- Кримінальний кодекс України
- Кримінальний процесуальний кодекс України
- Кримінально-виконавчий кодекс України
- Кодекс України про адміністративні правопорушення
- Кодекс адміністративного судочинства України
- Бюджетний кодекс України
- Податковий кодекс України
- Митний кодекс України
- Кодекс цивільного захисту України
- Кодекс України з процедур банкрутства
- Виборчий кодекс України
- Кодекс торговельного мореплавства України

До системних джерел законодавчих норм належать окремі закони України: «Про громадянство України», «Закон України «Про всеукраїнський референдум», „Про правотворчу діяльність“,  „Про освіту“, „Про вищу освіту“, „Про дошкільну освіту“, „Про  культуру“, „Про охорону дитинства“, „Про охорону земель“, „Про охорону культурної спадщини“, „Про охорону навколишнього природного середовища“, „Про охорону праці“, „Про авторське право і суміжні права“, „Про банки та банківську діяльність“, „Про місцеве самоврядування в Україні“, „Про державний земельний кадастр“, „Про житлово-комунальні послуги“, „Про захист прав споживачів“, „Про дорожній рух“, „Про інформацію“, „Про доступ до публічної інформації“, „Про судоустрій та статус суддів“, „Про забезпечення права на справедливий суд“, „Про соціальний і правовий захист військовослужбовців та членів їх сімей“, „Про адвокатуру та адвокатську діяльність“, „Про нотаріат“, „Про запобігання корупції“, „Про захист персональних даних“, „Про електронні комунікації“, „Про національну безпеку України“, „Про Збройні Сили України“, „Про Державне бюро розслідувань“, „Про забезпечення безпеки осіб, які беруть участь у кримінальному судочинстві“, „Про порядок відшкодування шкоди, завданої громадянинові незаконними діями органів, що здійснюють оперативно-розшукову діяльність, органів досудового розслідування, прокуратури і суду“, „Про Бюро економічної безпеки“, „Про запобігання та протидію легалізації (відмиванню) доходів, одержаних злочинним шляхом, фінансуванню тероризму та фінансуванню розповсюдження зброї масового знищення“, „Про захист економічної конкуренції“, „Про особливу процедуру усунення Президента України з поста (імпічмент)“, „Про Конституційний Суд України“, „Про розвідку“, „Про адміністративну процедуру“, „Про медіа“ та багато  інших законодавчих актів.
В Україні набув поширення міф про те, що зміни в законодавстві здатні автоматично вирішити комплексні проблеми у правовому житті. Такий міф отримує своє втілення в гіперактивній законодавчій діяльності, коли законодавство змінюється зі швидкістю, невластивою для нормального розвитку правової системи. Такий стан законотворчої діяльності юристами прозваний „законодавчим спамом“.
Для унормування і обмеження непрофесійних законодавчих проектів, останніми роками отримує підтримку нове правило, яким внесення змін до окремих галузевих законодавчих актів дозволяється лише профільними законами. Так, в ч. 3 ст. 1 КПК України визначено, що „Зміни до кримінального процесуального законодавства України можуть вноситися виключно законами про внесення змін до цього Кодексу та/або до законодавства про кримінальну відповідальність, та/або до законодавства України про адміністративні правопорушення“. Аналогічні приписи закріплені в ч. 6 ст. 3 КК України, а також в ч. 4 ст. 2 Кодексу України про адміністративні правопорушення. Такий підхід доцільно запроваджувати і до інших галузевих законодавчих актів.
Ч. 2 ст. 65 Закону України „Про правотворчу діяльність“ визначає, що „усунення правової прогалини шляхом прийняття (видання) нормативно-правового акта нижчої юридичної сили не допускається“ (ч. 2 ст. 65).

## Судова система
Суди в Україні поділяються за юрисдикцією на конституційні, загальні (кримінальної та цивільної), економічні й адміністративні. Також є Конституційний Суд України, Верховний Суд України, апеляційні (в кожній області України) та районні в кожному місті, містечку чи районі. Також є Вищий адміністративний суд України, місцеві адміністративні суди в кожному адміністративному окрузі, як правило, області, Вищий господарський суд України, місцеві господарські суди в кожному адміністративному окрузі, як правило, області, та військовий суд у кожному апеляційному суді в кожній області. Також є третейський суд, створений відповідно до закону „Про третейські суди“ та зареєстрований у Міністерстві юстиції України.
Щоби стати суддею в Україні, треба досягти 30-річного віку. Новопризначені судді призначаються Президентом України та служать п'ять років. Після цього судді обираються довічно Верховною Радою України. Судді не обираються громадянами, як практикується в багатьох західних країнах. Судова гілка влади в Україні не повністю незалежна. Для затримання чи арешту судді необхідний спеціальний дозвіл Вищої ради правосуддя.
Судді не повинні відноситися до політичних партій і профспілок, а також брати участь у будь-якій політичній діяльності, мати представницький мандат, обіймати будь-які інші платні посади, чи робити будь-яку іншу платну роботу за винятком такої, що є науковою по природі, має навчальне чи творче значення. Відповідно до закону, суддя, виконуючи правосуддя, повинен дотримуватися Конституції й законів України та забезпечувати повний, ретельний і об'єктивний розгляд справ, дотримуючись умов, установлених законом. Вони також зобов'язані вживати заходів щодо запобігання несанкціонованому поширенню інформації, яку держава та / або комерційна організація вважає таємною, чи яка є конфіденційною та стає відомою йому чи їй у процесі виконання службових обов'язків. Більше того, Закон вимагає від судді утримуватися від дій, які зневажають суддю та можуть викликати сумнів у його чи її об'єктивності, неупередженості чи незалежності.
Закон установлює систему гарантій професійної діяльності судді, необхідної для затвердження неупереджених й об'єктивних рішень. Закон гарантує суддям їх особистий імунітет, таємність судових рішень, правовий захист, а також матеріальне та соціальне забезпечення. Закон також забороняє будь-яке не передбачене законом утручання в діяльність судді щодо виконання правосуддя, затримання чи арешт судді без згоди Вищої ради правосуддя до виконання судом обвинувального висновку щодо нього чи неї.

## Правничі наукові напрями
Наукові напрями класифікуються в усталений список юридичних наукових спеціальностей:
·       12.00.01 Теорія та історія держави і права; історія політичних і правових вчень
·       12.00.02 Конституційне право; муніципальне право
·       12.00.03 Цивільне право і цивільний процес; сімейне право; міжнародне приватне право
·       12.00.04 Господарське право; господарсько-процесуальне право
·       12.00.05 Трудове право; право соціального забезпечення
·       12.00.06 Земельне право; аграрне право; екологічне право; природоресурсне право
·       12.00.07 Адміністративне право і процес ; фінансове право; інформаційне право
·       12.00.08 Кримінальне право та кримінологія; кримінально-виконавче право
·       12.00.09 Кримінальний процес та криміналістика; судова експертиза; оперативно-розшукова діяльність
·       12.00.10 Судоустрій; прокуратура та адвокатура
·       12.00.11 Міжнародне право
·       12.00.12 Філософія права

## Юристи та юридичні фірми
Право практикується в Україні юристами (юридичними консультантами, радниками, адвокатами), професіоналами з дипломом після закінчення юридичного вузу. Юридичні офіси підтримуються правниками, котрі реєструють їх як юридичну фірму в Міністерстві юстиції та отримують державну сертифікацією.
Конституція України передбачає: кожен має право на професійну правничу допомогу. У випадках, передбачених законом, ця допомога надається безоплатно. Кожен є вільним у виборі захисника своїх прав (ст. 59); для надання професійної правничої допомоги в Україні діє адвокатура. Незалежність адвокатури гарантується. Засади організації і діяльності адвокатури та здійснення адвокатської діяльності в Україні визначаються законом. Виключно адвокат здійснює представництво іншої особи в суді, а також захист від кримінального обвинувачення.
Законом можуть бути визначені винятки щодо представництва в суді у трудових спорах, спорах щодо захисту соціальних прав, щодо виборів та референдумів, у малозначних спорах, а також стосовно представництва малолітніх чи неповнолітніх осіб та осіб, які визнані судом недієздатними чи дієздатність яких обмежена. Закон України «Про адвокатуру та адвокатську діяльність» деталізує правовий порядок діяльності щодо надання правничої допомоги та захисту.
Адвокатом, згідно з Законом „Про адвокатуру та адвокатську діяльність“, може бути особа з вищою юридичною освітою, досвідом роботи в галузі права не менш як два роки, що вільно володіє державною мовою, склала кваліфікаційний іспит, отримала сертифікат на право юридичної практики та прийняла присягу адвоката України.

## Нотаріуси
Нотаріус в Україні засновано на настановах, установлених Законом „Про нотаріат“. Згідно з Законом, нотаріат — система органів і посадових осіб, зобов'язаних посвідчувати права та факти, що мають юридичне значення, та вчиняти інші нотаріальні дії, передбачені Законом, з метою надання їм юридичної вірогідності. В Україні нотаріальні операції здійснюються державними чи приватними нотаріусами або службовцями виконавчих органів місцевих (сільських, районних, міських) рад за відсутності в них нотаріусів. Відмінність між державним і приватним нотаріусом полягає в оплаті послуг, нав'язаною приватним і фіксованою державним, тоді як єдиний аспект, який регулюється державою щодо приватних нотаріусів, — нижня ціна.
Будь-яка особа, котра розглядає обіймання посади нотаріуса, повинна бути громадянином України, мати вищу юридичну освіту (університет, академія, інститут), працювати на випробувальному терміні протягом півроку в державній або приватній нотаріальній конторі, скласти кваліфікаційний іспит і отримати сертифікат, який дозволяє нотаріальні дії. Особа з будь-якою непогашеною судимістю не може бути нотаріусом за законом.
Сертифікат, який дозволяє нотаріальні дії, може анулюватися Міністерством юстиції України в наступних випадках: — за власною ініціативою нотаріуса; — втрата українського громадянства чи виїзд на постійне проживання за межі України; — невідповідність нотаріуса займаній посаді через стан здоров'я, що перешкоджає його нотаріальній діяльності; — набуття чинності обвинувальним вироком суду щодо нотаріуса.
Нотаріусам не дозволяється законом працювати в судах, поліції чи прокуратурах, представляти громадян у судах або будь-яких інших урядових установах. Головна роль нотаріусів в Україні — нотаріально засвідчувати документи та договори між особами відповідно до Цивільного кодексу України. Кожний нотаріально засвідчений документ, угода, договір тощо видається в нумерованому, особливому паперовому вигляді, захищеному ознаками безпеки та зареєстрований у записах нотаріуса, які незалежно зберігаються після завершення в обласних архівах. База даних нотаріусів зберігається та доступна для громадськості на офіційному вебсайті Міністерства юстиції України. Станом на 2007 рік зареєстровано близько 13 тис. практик нотаріусів в Україні.

## Органи досудового слідства
Розслідування здійснюється правоохоронними органами, наділеними слідчою компетенцією.
Органами досудового слідства є слідчі Національної поліції, Державного бюро розслідувань і органів безпеки, а також детективи Бюро економічної безпеки України та Національного антикорупційного бюро України.

## Правові акти
- Конституція України: прийнята Верховною Радою України 28 червня 1996 р. Відомості Верховної Ради України. 1996. № 30. Ст. 141. Зі змінами, внесеними згідно із законами України. URL: https://zakon.rada.gov.ua/laws/show/254к/96-вр
- Закон України 3354-IX  від 24.08.2023 „Про правотворчу діяльність“ Офіційний вісник України від 06.11.2023 — 2023 р., № 88, стор. 14, стаття 5121, код акта 120656/2023. URL: https://zakon.rada.gov.ua/laws/show/3354-20#n241
- Закон України від 26 січня 2021 року № 1135-IX  „Про всеукраїнський референдум“. Офіційний вісник України. 2021. № 31. С. 11. Ст. 1762. URL: https://zakon.rada.gov.ua/laws/show/1135-20/print
- Закон України „Про виконання рішень та застосування практики Європейського Суду з прав людини“ від 23 лютого 2006 р. Офіційний вісник України. 2006. № 12.
- Законодавство України. zakon.rada.gov.ua.
- Термінологія законодавства - https://zakon.rada.gov.ua/laws/main/termin

## Наукові джерела
Тертишник В. Конституція України. Науково-практичний коментар. Вид. 3-тє, доповн. і перероб. Київ: Алерта, 2024.  486 с. ISBN 978-617-566-844-3
Балюк Г. І., Гетьман А. П., Ковальчук Т. Г. Науково-практичний коментар Лісового кодексу України. Київ: Юрінком Інтер, 2009.
Батанов О. В. Теорія муніципального права: монографія. Київ: Юрінком Iнтер, 2024. 412 с.  ISBN 978-966-667-852-5
Бринцев В. Д. Судовий конституціоналізм в Україні: доктрина і практика формування: у 2 кн.: монографія. Харків: Право, 2013. Кн. 1. 392 с.
Василина Н. В., Кот О. О., Гулько Б. І. Цивільний процесуальний кодекс України. Науково-практичний коментар. Київ: ВД Дакор, 2021.1028 с.
Васильєв С. В., Попович С. М. Господарське судочинство України: підручник. Київ: Алерта, 2023. 394 с.
Венедіктов С. В. Міжнародне та порівняльне трудове право: підручник. Київ: ДІА. 2023. 260 с.
Вереша Р. В. Кримінальне право України. Загальна частина. Вид.10-те, перероб. та допов. Київ: Алерта, 2024. 604 с.
Головко К. В. Систематизація муніципального законодавства: український досвід: монографія. Херсон: Видавничий дім „Гельветика“, 2019.  450 с.
Господарське право (Загальна частина): підручник / за ред. В. С. Щербини, В. В. Рєзнікової. Київ: Видавництво Ліра-К, 2023. 588 с.
Господарський процесуальний кодекс України: Науково-практичний коментар / За заг. ред. д. ю.н., професора, академіка Академії наук Вищої школи України М. М. Ясинка. Київ: Алерта, 2024. 696 с. ISBN 978-617-566-822-1
Державознавство: підручник / В. Сухонос, В. Сухонос, А. Куліш, Р. Білокінь; за ред. В. Сухоноса. Суми: Університетська книга, 2021. 493 с.
Екологічне право України. Академічний курс: підруч. для вищ. навч. закл. / Г. І. Балюк та ін.; заг. ред. Ю. С. Шемшученка ; Ін-т держави і права ім. В. М. Корецького НАН України, Київ. ун-т права.  Київ: Юридична думка, 2005.  848 с.
Екологічне право: підручник / А. П. Гетьман та ін. ; за ред. А. П. Гетьмана.  Харків: Право, 2021. 552 с.
Журавльов Д. В. Закон України „Про захист прав споживачів“. Науково-практичний коментар. Київ: Видавничий дім „Професіонал“, 2020. 352 с.
Журик Ю. В. Антимонопольно-конкурентне право України. Навчальний посібник. К.: Центр учбової літератури, 2011. 272 с. ISBN 9786110102032
Загальне адміністративне право. Підручник. Видання друге. / Бевзенко В. М., Коломоєць Т. О., Миронюк Р. В., Мельник Р. С., Лученко Д. В. та інші. Київ: Видавничий дім „Гельветика“, 2023. 688 с.
Захист прав військовослужбовців та членів їх сімей: навч.-практ. посіб. / за заг. ред. С. В. Пєткова, Київ: Юрінком Інтер, 2024. 428 с. ISBN 978-966-667-857-0
Земельний кодекс України. Науково-практичний коментар. Станом на 26 вересня 2024 року. / За заг. ред. Ховпуна О. С. Київ: Вид. „Центр учбової літератури“, 2024. 820 с. ISBN 978-611-01-3058-5
Іванов Ю. Ф. Науково-практичний коментар Кодексу законів про працю України. Київ: Алерта, 2020. 788 с.
Іванський А. Й. Фінансове право. Підручник. Київ: Юрінком Iнтер, 2022. 484 с.
Кампо В. М. Конституція і становлення конституційної демократії в Україні (2014—2018 роки). Київ: Гамазин, 2019. 172 с.
Кодекс адміністративного судочинства України: Науково-практичний коментар. Вид. 2-ге, перероб. та доп. / за заг. ред. д.ю.н., професора, академіка Академії наук Вищої школи України М. М. Ясинка. Київ: Алерта, 2024. 780 с. ISBN 978-617-566-824-5
Конституційне право: підручник / за загальною редакцією М. І. Козюбри./ Ю. Г. Барабаш, О. М. Бориславська, В. М. Венгер, М. І. Козюбра, А. А. Мелешевич. К.: Ваіте, 2021. 528 с.
Конституційне право України. Академічний курс: підручник: у 2 т. Т. 2 / за заг. ред. Ю. С. Шемшученка. Київ: Юридична думка, 2008. 800 с.
Коментар до Митного кодексу України / за заг ред. П. В. Пашка, М. М. Каленського. Київ: Юстініан, 2004. 736 с.
Корнієнко П. С. Конституційні основи правозахисної діяльності в Україні. Монографія. Київ: Ліра-К, 2018. 348 с.  ISBN 978-617-7605-89-7
Костюченко А. О.  Банківське право: підручник. Київ: Атіка, 2008. 332 с.
Кримінальний кодекс України. Науково-практичний коментар. Станом на 10 січня 2024 року. / За заг. ред. Копотуна І. М.  Київ: Вид. „Центр учбової літератури“, 2024. 888 с.
Кудрявцев О. В. Адвокат в умовах воєнного стану: участь в окремих слідчих та процесуальних діях: практ. посіб. / 2-ге вид., випр. та доповн.  Київ: Норма права, 2024. 166 с.
Кухарєв О. Є. Аналіз судової практики розгляду цивільних справ про спадкування: практ. посіб., 3-тє вид., перероб. і допов. Київ: Алерта, 2024. 422 с. ISBN 978-617-566-848-1
Кучерявенко М. П., Воронова Л. К. Бюджетний кодекс України. Науково-практичний коментар. Харків: Право, 2011. 608 с.
Кучерявенко М. П. Податкове право України: підручник. Харків: Право, 2019. 440 с.
Малишева Н. Р.,  Єрофеєв М. І. Науково-практичний коментар до Закону України „Про охорону навколишнього природного середовища“. Харків: Право, 2017. 416 с.
Мірошниченко А. М., Марусенко Р. І. Науково‑практичний коментар Земельного кодексу України. 5-те видання, змінене і доповнене. Київ: Алерта, 2013. 544 с.
Машков А. Д. Теорія держави і права: підручник. Київ: Алерта, 2024. 452 с.ISBN 978-617-566-846-7
Митне право: підручник / за заг. ред. О. П. Рябченко, Л. М. Дорофеєвої. Луцьк: Вежа-Друк, 2024. 548 с.
Науково-практичний коментар Кодексу адміністративного судочинства України. Станом на 26 липня 2024. / За заг. ред. Чубенка А. Г.  Київ: Видавничий дім „Професіонал“, 2024.  654 с.
Науково-практичний коментар Кодексу законів про працю України. Станом на 26 липня 2024 року. / За заг. ред. Теремецького В. І.  Київ: Видавничий дім „Професіонал“, 2024.  436 с.
Науково-практичний коментар кодексу України про адміністративні правопорушення / Р. А. Калюжний та ін.  Видання п'яте, із змінами та доповненнями станом на 10 вересня 2013 р. Київ: Алерта, 2013.  976 с.
Погребняк С. П. Основоположні принципи права (змістовна характеристика): монографія. Харків: Право, 2008.  240 с.
Ромовська З. В. Українське цивільне право. Договірне право. Академічний курс. Київ: ПАІС, 2020. 464 с.
Рябченко Ю. Ю. Цивільно-процесуальне право України: підручник. Вид 2-ге перероб. та доп. ; у 2 т./ за заг. ред. д.ю.н., проф. М. М. Ясинка. Київ: Алерта, 2021.
Савчин М. В. Конституційне право України: підручник / відп. ред. проф., д.ю.н. М. О. Баймуратов. К.: Правова єдність, 2009. 1008 с.
Сироїд Т. Л., Фоміна Л. О. Міжнародне право прав людини: підручник. Київ: Юрінком Інтер,  2023. 564 с.
Скакун О. Ф. Теорія права і держави: підручник. 4-те видання. Київ: Алерта, 2021. 528 с.
Слінько Т. М. Конституційне право України: підручник. Харків: Право, 2021. 592 с.
Статівка А. М. Аграрне право: підручник. Харків: Право, 2018. 412 с.
Стратегічні пріоритети політико-правового розвитку України в контексті європейської інтеграції: монографія / кол. авт.; за ред. І. О. Кресіної. Київ: Інститут держави і права імені В. М. Корецького НАН України; Норма права, 2024. 860 с.
Тертишник В. М. Кримінальний процесуальний кодекс України. Науково-практичний коментар. Вид. 21-ше, доповн. і перероб. Київ: Алерта, 2024. 1060 с. ISBN 978-617-566-823-8
Тертишник В. М. Права і свободи людини: підручник. Київ: Алерта, 2022. 432 с.
Туниця Ю. Екологічна конституція Землі. Ідея. Концепція. Проблеми. Львів: Видавничий центр Львівського національного університету імені Івана Франка, 2002.  298 с.
Фіолевський Д. П. Закон України „Про адвокатуру та адвокатську діяльність“. Коментар. Київ: Алерта, 2013. 368 с.
Фурса С. Я., Фурса Є. І. Науково-практичний коментар до Закону України „Про виконання рішень та застосування практики Європейського суду з прав людини“.  Київ, 2007.
Хабло О. Ю., Бойко О. В. Право на справедливий судовий розгляд у кримінальному судочинстві України: монографія. Київ: Кафедра, 2022. 216 с.
Хотинська-Нор О. З. Теорія і практика судової реформи в Україні: монографія. Київ: Алерта, 2016. 428 с.
Цивільне процесуальне право України: підручник. Вид. 2-ге, переробл. та допов. : у 2 т. / за загальною ред. д.ю.н., професора, академіка М. М. Ясинка. Київ: Алерта, 2021. Т. 1. 330 с.
Цивільний кодекс України. Станом на 01 січня 2023 р.: наук.-практ. коментар / за заг. ред. докт. юрид. наук, проф. Харитонова Є. О., канд.  юрид. наук, доц. Калітенко О. М.  Київ: Норма права, 2023. 1424 с.
Цивільний кодекс України. Науково-практичний коментар. Том 3. Право власності та інші речові права. / за ред. І. В. Спасибо-Фатєєвої.  Харків: ЕКУС, 2023.  616 с.
Цивільний процесуальний кодекс України: Науково-практичний коментар. Вид. 4-те, перероб. та доп. / За заг. ред. д. ю.н., професора, академіка Академії наук вищої школи України М. М. Ясинка. Київ: Алерта, 2024. 928 с.
Цивільний процес: теорія і практика. Концепції вчених з удосконалення законодавства про цивільне судочинство. Монографія. / за заг. ред. докторки юридичних наук, професорки, заслуженої юристки України Фурси С. Я., докторки юридичних наук, професорки Бичкової С. С. Київ: Алерта, 2023. 640 с.
Чернега В. М. Господарське процесуальне право: загальна частина: підручник. Київ: Видавництво Ліра-К, 2023. 178 с.
Чистякова Анастасія. Права людини в умовах воєнного стану. Законодавство. Судова практика / за заг. ред. В. С. Ковальського. Київ: Юрінком Інтер, 2024. С. 11-12. ISBN 978-966-667-846-4С. 11-12.
Швидка Т. І. Антимонопольно-конкурентне право України. Навчальний посібник. Харків: Право, 2023. 184 с.
Шипілов Л. М. Народовладдя як основа демократичної держави: Монографія. Харків: Видавництво „ФІНН“, 2009. 216 с. ISBN 978-966-8030-30-7
Щербина В. І., Соцький А. М. Трудове право України: підручник. Чернівці: Технодрук, 2021. 552 с.
Українська правнича енциклопедія / За заг. ред. В. М. Тертишника, Л. Р. Наливайко, А. Є. Фоменко, В. В. Ченцова. Київ: Алерта, 2023. 768 с. ISBN 978-617-566-754-5
Юридична енциклопедія. В 6 т. / редкол.: Ю. С. Шемшученко (відп. ред.) та ін. К.: Укр. Енцикл.», 1998—2004. Т. 1. 672 с.; Т. 2. 744 с.;  Т.3. 792 с.; Т.4. 720 с.;  Т. 5.  736 с.; Т.6. 768 с.